# Лісове (Олевська міська громада)
Лі́сове — село в Україні, в Коростенському районі Житомирської області. Входить до складу Олевської міської громади. Населення становить 81 осіб.

## Географія
Село розташоване на лівому березі річки Кам'янки.

## Населення
Згідно з переписом УРСР 1989 року чисельність наявного населення села становила 89 осіб, з яких 41 чоловік та 48 жінок.
За переписом населення України 2001 року в селі мешкала 81 особа. 100 % населення вказало своєю рідною мовою українську мову.